# Chiesa di Sotterra
La Chiesa di Sotterra è una chiesa cattolica che si trova in contrada Gaudimare a Paola in provincia di Cosenza. Si tratta di una chiesa interrata o ipogea (da qui il nome di Sotterra), cui si accede grazie ad una scala che parte dal portico della sovrastante la Chiesa del Carmine.

## Origini
Poche sono le notizie certe riguardo all'origine e ai motivi della scomparsa della chiesa, la datazione e gli autori degli affreschi, o il significato di alcuni elementi strutturali.
Il rinvenimento della chiesa risale al 1874, grazie a Giovanni Battista Moscato da San Lucido, che ne diede notizia nel 1889, ma soltanto dal 1926 in poi appaiono le prime descrizioni dettagliate. La prima esplorazione scientifica fu eseguita da Claudio Ricca della Soprintendenza del Bruzio e della Lucania nel 1925.
Le origini della chiesa restano tuttavia sconosciute. La sua architettura ricorda una primitiva basilica paleocristiana di epoca romana, intorno al IV secolo, grazie anche alla presenza di cocci di antiche tegole di età imperiale tardo-romana e reperti fittili di epoca precedente alla costruzione bizantina, ma l'ipotesi viene generalmente scartata, poiché i reperti potrebbero essere preesistenti alla costruzione della chiesa.
Altri ipotizzano che la basilica sia stata edificata prima della diffusione del monachesimo bizantino in Calabria, o da monaci profughi dopo il 750, dopo le persecuzioni iconoclastiche di Costantinopoli e dell'Oriente.
Ancora, si pensa all'ambito longobardo, permeato ancora dalla cultura bizantina, sotto il dominio dei Longobardi di Benevento, tra il VIII e il IX secolo, ma l'affermazione del dominio bizantino su tutta la Calabria farebbe posticipare la fondazione della chiesa al IX-X secolo.
La combinazione di due eventi storici colloca la datazione più probabile tra i secoli IX e X: il ripristino del dominio di Bisanzio su tutta la Calabria e la conquista araba della Sicilia, che favorì l'insediamento sulle coste tirreniche calabresi di molti monaci italo-greci o di origine bizantina. Una lapide che era stata collocata sopra il portale della Chiesa del Carmine afferma che la chiesa fosse sotterrata a causa delle incursioni islamiche: 

Sacram hanc aedem
Virgini Beatissimae de Carmelo
quam
etiam venerabantur olim
a tetra Mahometismi incursione vexati
hic sub terra Prisci
dicatam
huius Page aedificavere
anno MMCCCLXXXII
Agricolae pii

"Nell'anno 1882 i pii agricoltori di questa contrada edificarono questo santuario alla Beatissima Vergine del Carmelo che anche gli antichi una volta veneravano qui, sotto terra, oppressi dalla incursione del Maomettismo".
La datazione tra il IX e il X secolo è favorita sia dai dati storici che dalla datazione degli affreschi più antichi, quelli dell'abside, non anteriore al IX secolo.
Le osservazioni di Francesco Russo confermano la collocazione della chiesa in epoca bizantina, mentre secondo Gregorio E. Rubino la chiesa presenta soltanto tracce bizantine. Alfonso Frangipane cataloga la chiesa di origine basiliana, ma ricostruita.
Il profilo storico e l'accurata ispezione strutturale dell'impianto rivelano che originariamente la chiesa fu costruita fuori terra e solo successivamente interrata a causa dell'abbandono dell'uomo e di frane e inondazioni del vicino torrente Palumbo, probabilmente agli inizi del XVII secolo, come sostiene anche Francesco Russo.

## Architettura
La chiesa presenta una pianta ad aula leggermente asimmetrica composta da vano presbiteriale ed endonartece, con disposizione nord-sud. La lunghezza è di circa 16,30 m, dalla parete dell'abside semicircolare a sud fino all'ultima campata a nord, mentre la larghezza della navata è di 4,60 m e quella del presbiterio di 4,70 m. Quest'ultimo è sopraelevato di circa 20 cm rispetto alla navata; la sua profondità è di 3,02 m mentre quella dell'abside è di 1,62 m.
Nelle pareti laterali, due mezze nicchie servivano forse per collocarvi delle icone.
Il centro del presbiterio ospitava originariamente un altare, che fu trasferito nel fondo dell'abside. L'altarino a sinistra serviva per la preparazione del pane e del vino per la celebrazione della messa; manca sul lato opposto l'altarino del diaconicon, destinato alla conservazione delle sacre suppellettili.
A destra della porta d'ingresso si trova una grande conca forse anticamente destinata al rito del battesimo per immersione.

### Navata
La navata è divisa in quattro campate da tre archi:
1. la prima campata si trova in corrispondenza del vano presbiteriale ed è a botte lunettata, con al centro un lucernario di forma quadrata;
2. la seconda campata si conclude con una volta a crociera;
3. la terza campata, grazie a un grosso arco strutturale, sostiene la chiesa superiore; la volta corrispondente è a botte liscia;
4. la quarta ed ultima campata termina con un ultimo arco, tamponato dalla muratura adiacente all'odierna scala d'accesso a quello che per Isnardi è un ipogeo[4] e per il Frangipane è una cripta[5].

Concentrati soprattutto nella parete dell'ogiva dell'abside e sulla parete frontale del presbiterio, si trovano molteplici fori circolari di diverse dimensioni.
Varie sono le ipotesi sull'utilizzo degli elementi fittili nell'architettura medievale:
- alleggerire il peso delle volte;
- favorire la ventilazione e impedire l'umidità;
- migliorare l'acustica: ad esempio i vasi acustici sono costituiti da piccole anfore o piccole brocche integre murate nelle pareti, in ceramica costituita da un impasto rosso mattone;
- sostenere le lampade votive.

Nulla esclude la coesistenza di usi diversi degli elementi fittili.

## Affreschi
Gli affreschi costituiscono l'elemento più pregiato della Chiesa di Sotterra, ma ancora si discute sulla loro datazione e fattura. Occupano l'abside e il presbiterio, ma non la navata.

### Gli affreschi dell'abside
Originariamente, gli affreschi dell'abside erano due: il primo nella volta, separato dal secondo nel cilindro da una fascia policroma a motivi geometrici.
Il primo si trova in pessimo stato conservativo, a causa di pesanti infiltrazioni d'acqua: sono appena visibili alcune tracce di un Cristo seduto in trono circondato da due Angeli.
Il secondo si trova in un miglior stato conservativo; si trova al di sotto della fascia policroma sopracitata e al di sopra di un'altra fascia dai motivi fitomorfi, sovrastante l'altare in pietra.
L'affresco rappresenta l'Ascensione di Cristo tra terra e cielo. La cornice al di sotto del Cristo è interrotta dal suo piede, motivo tipico dell'iconografia medioevale: Cristo asceso in corpo, anima e divinità ma ancora prossimo alla terra (con il piede).
Inoltre nell'affresco compaiono la Madonna, al centro, circondata da, per alcuni, Santi e Sante, per altri, come il Verduci, sei Apostoli per lato, per esprimere il concetto della totalità della Chiesa (alcuni identificano San Pietro e San Paolo, rispettivamente a destra e a sinistra di Maria).
Le figure sono allineate frontalmente, ieratiche, a rappresentare astrazione dal mondo ed elevata spiritualità; alcune hanno tratti ben visibili, altre hanno contorni sfumati, il capo circondato da un'aureola e sono vestite di abiti solenni. Hanno il dito alzato, a indicare il trono di Cristo, e le palme delle mani rivolte verso l'alto in segno di pace. I volti sono scarni, com'è tipico della pittura bizantina.
La posizione dei Santi al di sotto della Majestas Domini rappresenterebbe i piedi del Signore, perciò si può pensare che tali affreschi siano la traduzione pittorica dello scritto di San Paolo: "La Chiesa è il corpo di Cristo: noi siamo le Sue mani, la Sua bocca e i Suoi piedi in questo mondo".

### Gli affreschi del presbiterio
Gli affreschi del presbiterio sono divisi spazialmente e iconograficamente in due gruppi, distinti tra secondo ciclo e terzo ciclo di affreschi.

#### Secondo ciclo
Il secondo ciclo è costituito da due affreschi ai lati dell'abside, sulla parete di fondo del presbiterio, e rappresentano il momento dell'Annunciazione.
A sinistra è raffigurato l'Arcangelo Gabriele, che annuncia il concepimento verginale a Maria: ha le braccia incrociate sul petto, le mani aperte e dispiega ali dal fine piumaggio, che interrompono la cornice dalle decorazioni geometriche. La sua figura contrasta con lo sfondo dai motivi cosmateschi: è raffigurata in modo dinamico, il capo rotato verso la Madonna, ed è vestita di abiti dalle linee eleganti e flessuose lievemente rigonfiati, quasi mossi da una brezza. La sua veste è elegante e sobria, bordata da una stola, quasi a delinearne il ruolo sacerdotale, caratterizzata da croci patenti. Delle perline abbelliscono capelli, scollo della veste e bordo delle maniche.
A destra, è raffigurata la Madonna. Anche la Vergine emerge dal fondo cosmatesco: è in posizione eretta, con il capo leggermente chino in avanti e rivolto dolcemente verso l'Angelo; la mano destra è sul cuore mentre la sinistra sorregge un libro. I tratti del volto ricordano il modello femminile greco; vicino all'orecchio destro è presente una colomba stilizzata, raffigurazione della Parola di Dio e dell'Annunciazione ma anche simbolo della divina concezione attraverso l'orecchio (Atanasio in Egitto, IV sec.: "Venite e vedete l'opera meravigliosa: la donna concepisce nell'udito dei suoi orecchi").
La sua veste è ondulata, ornata da tre stelle a otto punte in campo rosso - una sul copricapo, le altre due sulle spalle -, simbolo della maternità divina; un orlo decorato impreziosisce il bordo del corpetto e delle maniche, mentre il mantello blu è impreziosito lungo l'orlo da una perlinatura a rilievo, simile a quella dell'Angelo.
Un'analisi a raggi UV conferma che entrambi gli affreschi dell'Annunciazione costituiscono un unico ciclo pittorico con quelli dell'abside, poiché condividono un substrato pittorico simile; l'Arcangelo e la Vergine sarebbero stati ridipinti successivamente. 

#### Terzo ciclo
Il terzo ciclo è caratterizzato dalla rappresentazione di due figure sacre realizzate sulla parete laterale sinistra del presbiterio, sopra l'altare delle offerte.
A sinistra è raffigurata la Vergine Maria col Bambino, chiamata anche Madonna del melograno, frutto raffigurato sul petto del Bambino, simbolo della benedizione di Dio e, nell'Antico Testamento, di buone condizioni di vita, in quanto uno dei più copiosi frutti della Terra promessa. La sua rappresentazione è frequente nell'iconografia cristiana, soprattutto nei secoli XV e XVI: le intense sfumature di rosso rappresentano la passione di Cristo.
Il modello teologico greco della Madonna del melograno è però arricchito dalla presenza di un elemento tipico del culto latino: sull'angolo inferiore destro dell'affresco è raffigurato un orante a mani giunte.
La Madonna allatta il figlio (motivo della Madonna galactotrofusa, diffuso nelle immagini bizantine), atto ricco di amore e spiritualità, col capo inclinato verso il Bambino Gesù, e l'indice e il medio della mano sinistra a favorire la fuoriuscita del latte, in modo premuroso, riducendo la fatica al figlio.
Il Bambino, a sua volta, asseconda il gesto materno con la mano sinistra, possibile rappresentazione del sostegno di Cristo alla Chiesa che si adopera per e si nutre di Cristo, in un circolo virtuoso tipico della teologia greca che lega l'umano al divino. La rigidità del Bambino e lo sguardo inespressivo ancora una volta riconducono all'arte bizantina.
A destra si trova la figura di un Santo, molto probabilmente Sant'Antonio Abate, racchiuso insieme alla Vergine e al Bambino in una sobria cornice rosso porpora.
Il Santo emerge in posizione eretta da uno sfondo dello stesso colore della cornice, con il capo canuto circondato da un'aureola, ai cui lati restano la lettera s a sinistra e la scritta ius a destra, che guidano all'identificazione del Santo, cioè S. Antonius.
Le rughe solcano la sua fronte e il volto barbuto appare scavato dalla vita eremitica e di penitenza. Con la mano sinistra si sorregge a un bastone, mentre con la destra tiene una campanella, propria della sua iconografia.

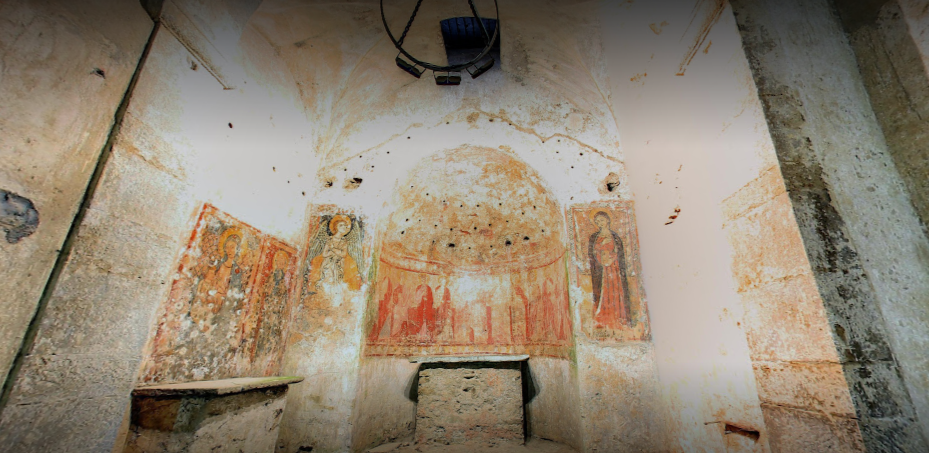
Al centro, la Madonna e gli Apostoli; sui lati, l'Arcangelo Gabriele e la Vergine Maria (l'Annunciazione) mentre a sinistra la Madonna del melograno e Sant'Antonio Abate.

## Pavimento
La pavimentazione è stata realizzata nello stesso periodo dell'edificazione della chiesa.
È costituita da tre tipi di mattoni: rettangolari, triangolari e quadrati, di dimensione e colori vari.
1. Nella navata si osserva che la pavimentazione è divisa in due metà longitudinali, destra e sinistra, da una lunga fila di larghe lastre rettangolari di pietra grigia, delimitate in quattro zone trasversali da tre strisce di grandi pietre rettangolari dalle dimensioni più ridotte. Ogni zona, tranne quella dell'endonartece, è divisa da lastre di mattoni policromi triangolarti e quadrati, tagliati ad angolo retto e organizzati in modo da formare motivi geometrici.
2. Nel presbiterio vi sono file alternate di pietre rettangolari grigie e triangolari policrome, allineate verticalmente fino all'abside; intorno all'altare non c'è traccia di pavimento.

È un pavimento realizzato da materiale povero, ma di sorprendente eleganza geometrica.

## Graffiti
Nella chiesa di Sotterra si trovano numerosi graffiti medioevali che hanno prevalentemente "forma e funzione di natura simbolica, riducendosi a puri e semplici signa", e stilisticamente quindi si avvicinano ai graffiti preistorici o protostorici.
I contenuti sono devozionali, tipici della "graffitomania del pellegrino" (croci, colombe, pesci...).
È presente il signum crucis, simbolo per antonomasia del Cristianesimo a partire dall'Editto di Costantino.
Tra i signa ancora visibili ci sono pesci, colombe, e quella che sembra una galea, in prossimità di una croce di Gerusalemme, testimonianza forse di un pellegrinaggio in Terra Santa.
Ma vi sono ancora molte altre figure, alcune mai descritte. Si può anche osservare la raffigurazione di due uccelli riconoscibili dal piumaggio stilizzato, l'uno di fronte all'altro, forse a significare l'incontro, oppure il candore che si nutre di amore verso il prossimo e verso Dio, suggerito dall'atto di beccare uno stesso frutto, o ancora, infine, forse l'interpretazione più appropriata, simboleggiano la vigilanza di San Matteo e di San Luca.